# Гальванічна розв'язка

Трансформатор — приклад гальванічної розв'язки.

Гальванічна розв'язка — принцип ізоляції діючих частин електричних систем для запобігання протіканню між ними електричного струму; не допускається ніякий металічний контакт. Енергія чи інформація може бути передана іншим шляхом:
через ємнісний бар'єр, електромагнітними хвилями; або оптичними, акустичними чи механічними засобами.
Гальванічна розв'язка використовується, коли два або більше електричних кіл повинні обмінюватися інформацією, але їхні «землі» можуть бути під різними потенціалами. Це є ефективним методом боротьби з небажаними паразитними сигналами, які проникають через спільні ділянки «земляного» провідника. Гальванічна розв'язка використовується також для безпеки, запобігаючи враженню людей електричним струмом.